# Parafia Podwyższenia Krzyża Świętego w Sobieszynie
Parafia Podwyższenia Krzyża Świętego w Sobieszynie – parafia rzymskokatolicka w Sobieszynie.

## Historia
W drugim roku panowania ostatniego króla z dynastii Piastów – Kazimierza Wielkiego w dniu 29 września 1334 biskup krakowski Jan Bodzanta erygował parafię w Drążgowie, w oparciu o Fundację Drążgowskich. Do parafii należały wówczas następujące miejscowości: Drążgów, Sobieszyn, Laskowice (Baranów), Blizocin, Składów, Rudno, Pogonów, Osmolice, Sarny i Strzyżowice.
Pierwszy kościół był drewniany. W 1575 został on zamieniony przez dziedzica Mikołaja Kłoczowskiego na zbór ariański na okres 30 lat. Drugi kościół drewniany pod wezwaniem św. Trójcy – wzniesiony staraniem ks. Michała Wierzbowskiego w 1771 – usytuowany był w płn. wsch. narożu Rynku w Drążgowie, spalony w 1840 i nie odbudowany.
W 1886 siedziba parafii z Drążgowa została przeniesiona do Sobieszyna. Tu, w latach 1883–1886, staraniem ks. Feliksa Majewskiego, kosztem hrabiego Kajetana Kickiego, wybudowano na Modrzewiowej Górze nowy, murowany kościół parafialny pod wezwaniem Podwyższenia Krzyża Świętego. Kościół zbudowano w stylu neogotyckim, według projektu Pawła Wóycickiego. Został konsekrowany 1886 przez Wincentego Teofila Popiel-Chościaka, arcybiskupa warszawskiego.
Obok kościoła stoi neogotycka, murowana plebania.
Obecnie parafia obejmuje: Sobieszyn, Blizocin (4 km), Brzozowa (2 km), Drążgów (3 km), Grabowce Dolne (5 km), Lendo (8 km), Podlodów (5 km), Ułęż Dolny (1 km), Wólka Sobieszyńska (4 km), Zosin (4 km).
11 września 2011 roku  parafia obchodziła jubileusz 125-lecia powstania kościoła parafialnego.

## Księża proboszczowie w parafii
- ks. Feliks Majewski (1886–1887)
- ks. Narcyz Michalski (1887–1892)
- ks. Józef Pawlikowski (1892–1897)
- ks. Wojciech Rozwadowski (1897–1912)
- ks. Franciszek Dąbrowski (1912–1920)
- ks. Stefan Lipowski (1920–1925)
- ks. Rafał Łysanowicz (1925–1932)
- ks. Piotr Patalong (1932–1933)
- ks. Piotr Dragan (1933–1935)
- ks. Aleksander Zalski (1935–1958)
- ks. Antoni Paduch (1958–1959)
- ks. Marian Piotrowski (1959–1961)
- ks. Józef Celiński (1961–1971)
- ks. Henryk Wierzejski (1971–1976)
- ks. Antoni Bubeła (1976–1982)
- ks. Jan Toczyski (1982–1993)
- ks. Adam Turemka (1993–2002)
- ks. Waldemar Tkaczuk (2002 – 2009)
- ks. Krzysztof Piotr Czarnota (2009–2012 (zg. śm. trag.))[1]
- ks. Grzegorz Tomaszewski (od 2012-2021)[2]